# Henry Bergasse
Henry-Emmanuel Bergasse (* 26. September 1894 in Marseille; † 28. März 1977 ebenda) war ein konservativer französischer Politiker und Autor. Zwischen 1946 und 1962 war er Mitglied der Nationalversammlung.
In seiner Jugend besuchte Bergasse die Militärschule Saint-Cyr. 1915 wurde er während des Ersten Weltkriegs als junger Soldat in der Champagne verwundet. Später erhielt er das Verdienstkreuz der Ehrenlegion und die Auszeichnung Croix de guerre. Nachdem er als Soldat in der französischen Botschaft in Griechenland stationiert war, gab Bergasse im Jahr 1927 seine Militärkarriere auf. Daraufhin arbeitete er in Marseille als Anwalt. Im Oktober 1941 trat er der Résistance, dem Widerstand gegen die deutsche Besatzung, bei. 1944 spielte er als Offizier der Ehrenlegion eine wichtige Rolle bei der Befreiung der westfranzösischen Stadt Royan. Für seine Verdienste im Krieg wurde er unter anderem mit der Médaille de la Résistance ausgezeichnet.
1946 trat Bergasse für die konservative Parti républicain de la liberté (Republikanische Freiheitspartei) im ersten Wahlkreis des Départements Bouches-du-Rhône an. Bis 1962 vertrat er verschiedene konservative Parteien und Gruppierungen im Parlament. Von 1953 bis 1955 war Bergasse Vorsitzender der Fraktion Action républicaine et sociale. Außerdem war er im Kabinett von René Mayer vom 8. Januar bis zum 28. Juni 1953 Veteranenminister Frankreichs. Neben seiner Tätigkeit im Parlament war er zeitweise Mitglied des Generalrats im Département Bouches-du-Rhône sowie Abgeordneter im Stadtrat von Marseille. 1964 gab er seinen Beruf als Anwalt auf, ein Jahr später zog er sich auch aus dem Stadtrat zurück. Danach wirkte er als Autor und schrieb unter anderem über die Geschichte der Nationalversammlung. Bergasse starb am 28. März 1977 in seiner Heimatstadt Marseille.